# Grand

Mitra heraldyczna granda

Grand Hiszpanii (hiszp. Grande de España) – pierwotnie tytuł najwyższej arystokracji hiszpańskiej, przysługujący (1914) 392, obecnie 395 rodzinom.
Tytuł, z proweniencją z wczesnej historii Hiszpanii, został zatwierdzony w roku 1520 przez cesarza rzymskiego i króla Hiszpanii Karola V (I). Grandowie I klasy mieli prawo nazywać króla i następcę tronu kuzynem (hijo) i nie musieli zdejmować nakrycia głowy w monarszej obecności, grandowie II klasy przemawiali do króla z nakrytymi głowami, ale musieli zdejmować kapelusze, gdy król im odpowiadał; grandowie III klasy mogli nakryć głowy tylko na wezwanie króla.
Grandowie zasiadali we własnej izbie parlamentu. Rody staroszlacheckie, na ogół wielcy posiadacze ziemscy, z których jeszcze do początku XVIII wieku składała się Izba Grandów, straciły częściowo znaczenie za panowania królów Karola III i Karola IV poprzez liczne nobilitacje i mianowania nowych grandów pochodzących z niższej szlachty czy zamożnych sfer kupieckich.
W czasie panowania krótkotrwałego króla Hiszpanii Józefa Bonaparte godność granda została zniesiona, przywrócono ją za Ferdynanda VII, gwarantując jednocześnie rodom grandów pewną liczbę miejsc w wyższej izbie parlamentu, lecz wprowadzając tylko jedną klasę grandezy. W tym czasie 200 rodzinom grandowskim zawieszono prawo zasiadania w Senacie, gdyż od granda żądano, by mógł się wykazać rocznym dochodem co najmniej 60 000 peset i uiszczał dość wysokie opłaty za prawo członkostwa w senacie, czemu większość rodzin grandezy nie mogła sprostać po zniesieniu przez Kortezy pańszczyzny i ordynacji rodowej w 1836. Związany z miejscem w senacie, nieopłacany rocznym podatkiem, grandowski tytuł hrabiowski czy książęcy mógł być w tych czasach sprzedany, ale nabywca musiał wykazać swe pochodzenie od pierwszego posiadacza tytułu. Wielu „potencjalnych senatorów” – zbiedniałych grandów – wzięło się wówczas za zawody handlowe czy przemysłowe. I tak np. książę de Medina Coeli był największym w Hiszpanii producentem terpentyny, a markiz de Lorios największym hodowcą buraków cukrowych.
Idąc za przykładem I Republiki Hiszpańskiej (1873), lewicowy rząd II Republiki Hiszpańskiej zniósł wszelkie tytuły szlacheckie, w tym grandów, w roku 1931. Po przywróceniu nominalnej monarchii przez generała Franco godność granda została także przywrócona w roku 1948 i przetrwała do dzisiaj, co nie wiąże się z żadnymi ważniejszymi przywilejami. Jednym z przywilejów grandów jest prawo posiadania paszportu dyplomatycznego, a także prawo do tytułu ekscelencja. Obecnie dożywotni tytuł granda nadawany jest niezbyt często także osobom nie posiadającym tytułu szlacheckiego.
Tytuł granda posiada także parę rodzin cudzoziemskich, np. książę Wellington jako hiszpański diuk de Ciudad Rodrigo.
W roku 2005 tytuł granda posiadały:
- wszystkie rody książęce (153);
- 140 spośród 1349 rodów margrabiowskich;
- 102 spośród 923 rodów hrabiowskich.

Spośród Polaków grandami byli np.:
- ks. Jan Kajetan Jabłonowski
- hr. Ludwik Józef Krasiński

prawo do tytułu po kądzieli mieli Załuscy de Rivere, potomkowie Franciszka, a jego przyjęcia prawdopodobnie odmówił hetman Jan Zamoyski.